# Фонтани Львова
Нижче наведено список фонтанів Львова, у тому числі нефункціонуючі.

## Фонтани
| назва (офіційна або умовна)                       | розташування | архітектор, скульптор    | рік побудови | фото                          | примітки |
| Біля Оперного театру                              | Проспект Свободи |                          | 2009         |                               | Почав працювати 4 травня 2009 року. Улюблене місце зустрічі львів'ян і гостей міста. У жовтні 2020 року площу навпроти театру реконструювали, і замість попереднього фонтану, побудували «сухий фонтан».                                                            |
| Фонтан з фігурою Діви Марії                       | Проспект Свободи (біля площі Міцкевича)                                                                                            | Міхал Лужецький          | 1904         |                               | За часу радянської влади фігура Діви Марії була демонтована, на початку 1990-их рр. відновлена. |
| Чотири фонтани на Площі Ринок                     | Площа Ринок | скульптор Гартман Вітвер | 1815         | Нептун Діана Амфітрида Адоніс | Одні з найдавніших криниць-фонтанів міста. Чотири фонтани по одному на кожному розі площі. Нептун, Діана, Амфітрида і Адоніс. |
| «Кульбаба» (втрачено)                             | скверик на розі площі Галицької та вул. Князя Романа                                                                               |                          |              |                               | До війни фонтан був прикрашений скульптурою Світезянки (німфи озера Світязь, героїні поеми Адама Міцкевича), авторства Тадеуша Блотницького. Скульптура втрачена після Другої світової війни. 2019 року фонтан був демонтований.                                    |
| «Кульбаби»                                        | перед входом у Парк культури та відпочинку імені Богдана Хмельницького                                                             |                          | 1970-ті рр.  |                               | Шість традиційних фонтанів-кульбаб; розташовані в просторому прямокутному басейні. |
|                                                   | Стрийський парк |                          |              |                               | Скульптор Ярослав Скакун; фонтан не функціонує. |
| «Івасик-Телесик»                                  | Стрийський парк |                          |              |                               | Після реконструкції (2009–2011) став музичним фонтаном. Збереглися фотографії 1964 року, де видно, що вода розпилювалась через дзьоби лебедів. |
| Фонтан з рибами                                   | площа Двірцева |                          |              |                               | Перший фонтан, який зустрічає гостей міста при виході з Головного залізничного вокзалу. |
| «Лебеді»                                          | скверик між станцією Підзамче і вул. Б. Хмельницького                                                                              |                          |              |                               | |
| Фонтан з хлопчиком                                | Площа Митна, біля Музею Пінзеля |                          |              |                               | |
| Два фонтани біля Львівської політехніки           | вулиця Степана Бандери, біля головного корпусу Національного університету «Львівська політехніка»                                  |                          |              |                               | |
| Фонтан заводу «Кінескоп»                          | скверик на розі вулиць Героїв УПА і Кульпарківської                                                                                |                          |              |                               | Працював як охолоджувач технічної води заводу «Кінескоп». Від часу ліквідації заводу фонтан не працює. |
| Фонтан «Каскад»                                   | Біля входу до Державного науково-дослідного контрольного інституту ветеринарних препаратів і кормових добавок, вулиця Донецька, 11 |                          |              |                               | Працює нерегулярно. |
| Фонтан Лісотехнічного                             | Біля старого корпусу Національного лісотехнічного університету, вулиця Генерала Чупринки, 103                                      |                          |              |                               | Не працює. |
| Фонтан «Ромуальдо й Пелагея» («Фонтан Закоханих») | Сквер навпроти готелю «Львів», проспект Чорновола                                                                                  |                          | 2013         |                               | 9 травня 2013 року, після тривалої реконструкції, урочисто відкритий цей бронзовий пам'ятник-фонтан, присвячений історії кохання львівських Ромео і Джульєтти — італійця Ромуальдо (Романа) Мікелліні й українки Палагни (Пелагії). Раніше тут був фонтан «Каскад». |
| Фонтан на Левицького                              | Сквер на розі вул. Левицького і вул. Студентської                                                                                  |                          |              |                               | |